# Raccordi della Zona Industriale Apuana
I raccordi della Zona Industriale Apuana sono la rete di raccordi ferroviari costruiti dalle Ferrovie dello Stato nel 1938 per collegare le varie aziende e scali della Zona Industriale Apuana. Sono localizzati tra Avenza e Massa, collegano la stazione di Massa Zona Industriale (fino ai primi anni novanta anche la stazione di Avenza) con vari raccordi privati e lo scalo portuale di Marina di Carrara.

## Storia
L'inaugurazione del sistema di raccordi è strettamente legata alla realizzazione della Zona Industriale Apuana. Nel 1938 venne infatti inaugurata la stazione di Massa Zona Industriale – inizialmente semplice posto di movimento e con denominazione "P.M. Apuania" – e con lei il tracciato centrale che la collegava al porto di Marina di Carrara e le varie neonate aziende; anche la vicina stazione di Avenza venne dotata di un suo binario di raccordo. Venne inoltre realizzato un ponte che, scavalcando la ferrovia Genova-Pisa permetteva il collegamento tra le industrie poste sulla strada statale 1 Via Aurelia e Massa Zona Industriale. La gestione dei raccordi è stata da sempre affidata alle FS e all'ente retroportuale di Carrara, costituitosi nel 1921. All'inizio parte dei raccordi erano dotati di elettrificazione (all'epoca trifase), in seguito venne rimossa.
Il sistema era interessato anche dal traffico della ferrovia Marmifera in quanto si realizzava l'interconnessione nelle località di Marina di Carrara e Avenza, fino alla sua soppressione avvenuta nel 1964. Degno di nota era il raccordo con lo stabilimento della Farmoplant.
Già nel 1988 si stava progettando un nuovo raccordo che andasse dal Nuovo Pignone alle banchine del porto.
Il raccordo tra l'azienda OMYA e la stazione di Avenza venne privato del traffico il 1º dicembre 1992, data la progressiva perdita d'importanza dell'impianto e per il fatto che la maggior parte dei convogli venivano già instradati via Massa Zona Industriale.

### Anni duemila
Il nuovo tracciato dal Nuovo Pignone allo scalo portuale è stato inaugurato negli anni 2000, realizzando con esso un nuovo ponte sulla foce del Cartione e l'accesso interno alle banchine. All'inizio degli anni 2000 il binario di Avenza dedicato agli arrivi dalla Zona (1p) venne ufficialmente soppresso.
Agli inizi del 2014 erano in corso di smantellamento alcuni binari nei pressi dello scalo di Massa Zona Industriale, interrotti a marzo dello stesso anno e le infrastrutture interessate ripristinate. Nell'estate dello stesso anno venne riattivato anche il raccordo OMYA proprio per i traffici della multinazionale.
Dal 2020 la gestione del traffico delle manovre è passata dall'autorità portuale di Carrara ad una ATI composta da Mercitalia Shunting & Terminal e La Spezia Shunting Railways, denominata "Gestore Comprensoriale Unico Porto di Carrara", abbreviato in GCU.
Il 12 aprile 2021 venne inaugurato un nuovo fascio di binari all'interno del porto di Carrara, con un costo da parte di RFI e l'Autorità Portuale di 4,5 milioni di euro; in concomitanza venne rinnovato il tracciato dal porto a Massa Zona Industriale sostituendo le traversine da legno a cemento in previsione di un aumento del traffico proveniente dalla ferrovia Pontremolese.
Nel corso del 2024, i passaggi a livello senza barriere sulle vie Massa Avenza e Dorsale sono stati trasformati in PL con barriere, a giugno 2025 fuori servizio.

## Caratteristiche
|  | Continuation backward | Unknown route-map component "exCONTg" |

|  | Unknown route-map component "HSTeBHF" | Unknown route-map component "exSTR" |

| 0+000     |
| (146+997) |

|  | Unknown route-map component "eKRWgl" | Unknown route-map component "exKRWg+r" |

|  | Unknown route-map component "xKINTaq" | Unknown route-map component "eABZg+r" | Unknown route-map component "exSTRl" | Unknown route-map component "exCONTfq" |

| Unknown route-map component "WCONTgq" | Unknown route-map component "hKRZWae" | Unknown route-map component "WCONTgeq" |

| Unknown route-map component "exKINTaq" | Unknown route-map component "eABZglr" | Unknown route-map component "xKINTeq" |

| Level crossing |

|  | Unknown route-map component "eABZgl" | Unknown route-map component "exKINTeq" + Unknown route-map component "lINT" |

| Unknown route-map component "exSTRc2" | Unknown route-map component "eABZg3" |  |

| Unknown route-map component "exCONT1" | Unknown route-map component "eABZgl" + Unknown route-map component "exSTRc4" | Unknown route-map component "exKDSTeq" + Unknown route-map component "lINT" |

|  | Unknown route-map component "STR+GRZq" | Unknown route-map component "exENDEa" |

|  |  | Unknown route-map component "eSTR+c2" | Unknown route-map component "exABZ23" | Unknown route-map component "exSTRc3" |

|  | Unknown route-map component "exSTRc2" | Unknown route-map component "eKRZ3+1u" | Unknown route-map component "exSTRc14" | Unknown route-map component "exSTR+4" |

|  | Unknown route-map component "exSTR2+1" | Straight track + Unknown route-map component "exSTRc34" |  | Unknown route-map component "exSTR" |

|  | Unknown route-map component "exSTRc1" + Unknown route-map component "CONT2" | Unknown route-map component "eABZg+4" + Unknown route-map component "STRc3" |  | Unknown route-map component "exSTR" |

|  | Unknown route-map component "STRc1" | Unknown route-map component "ABZg+4" |  | Unknown route-map component "exSTR" |

|  |  | Non-passenger station/depot on track | Unknown route-map component "exKINTaq" | Unknown route-map component "exABZgr" |

| 3+558     |
| (143+439) |

|  | Unknown route-map component "xKINTaq" | Unknown route-map component "eABZg+r" | Unknown route-map component "exKRW+l" | Unknown route-map component "exKRWgr" |

|  | Unknown route-map component "xKINTaq" | Unknown route-map component "eABZgr" | Unknown route-map component "exINT" | Unknown route-map component "exSTR" |

|  | Unknown route-map component "exKRW+l" | Unknown route-map component "eKRWgr" | Unknown route-map component "exKRWl" | Unknown route-map component "exKRWg+r" |

|  |  | Unknown route-map component "exSTR" | Unknown route-map component "STR+GRZq" |  | Unknown route-map component "exSTRl" | Unknown route-map component "exKINTeq" |

|  | Unknown route-map component "xKINTe" | Continuation forward |  |  |

|  |  |  | Unknown route-map component "exKINTa" + Unknown route-map component "exSTRc2" | Unknown route-map component "exCONT3" |

|  |  |  | Unknown route-map component "exABZg+1" | Unknown route-map component "exSTRc4" |

|  | Unknown route-map component "exENDEa" |  | Unknown route-map component "ENDExa" | Unknown route-map component "KINTa" |

| Unknown route-map component "exENDEaq" | Unknown route-map component "exABZg+r" | Unknown route-map component "exKINTa" | Unknown route-map component "KRWg+l" | Unknown route-map component "KRWr" |

|  | Unknown route-map component "exKRWl" | Unknown route-map component "exKRWg+r" | Level crossing |  |

| 2+900   |
| (0+000) |

|  | Unknown route-map component "exKINTaq" | Unknown route-map component "exABZg+r" | Unknown route-map component "eABZg+l" | Unknown route-map component "exKINTeq" |

|  | Unknown route-map component "exKINTa" | Unknown route-map component "exKRWl" | Unknown route-map component "eKRWg+r" |  |

| Unknown route-map component "CONTgq" | Unknown route-map component "eABZql" | Transverse track | Unknown route-map component "ABZg+r" |  |

|  |  |  | Unknown route-map component "vSHI2gl-" | Unknown route-map component "d" |

|  |  |  | Unknown route-map component "vSTR-ABZgl" | Unknown route-map component "dKDSTeq" + Unknown route-map component "ldINT" |

| 3+700 |
| 0+000 |

|  |  |  | Unknown route-map component "vSHI2g+l-" | Unknown route-map component "d" |

|  |  |  | Unknown route-map component "xABZg2" | Unknown route-map component "STRc3" |

|  |  | Unknown route-map component "exKINTaq" | Unknown route-map component "exABZg+r" + Unknown route-map component "STRc1" | Unknown route-map component "CONT4" |

|  |  | Unknown route-map component "exLSTR" + Unknown route-map component "exENDEe" |

|  |  | Unknown route-map component "exLKBHFe" + Unknown route-map component "lINT" |

|  | Unknown route-map component "exENDEa" |

|  |  | Unknown route-map component "exABZl+l" | Unknown route-map component "exINTq" | Unknown route-map component "exCONTfq" |

| Unknown route-map component "KINTa" | Unknown route-map component "exENDE" |  |

| Unknown route-map component "WCONTgq" | Unknown route-map component "hKRZWae" | Unknown route-map component "exhKRZWae" | Transverse water | Unknown route-map component "WCONTgeq" |

|  | Straight track | Unknown route-map component "exABZg+l" | Unknown route-map component "exABZq+r" | Unknown route-map component "exCONTfq" |

| Unknown route-map component "KRWgl" + Unknown route-map component "lENDE@F" | Unknown route-map component "xKRWg+r" | Unknown route-map component "exKINTe" |

|  |  | One way leftward | Interchange on transverse track | Unknown route-map component "CONTfq" |

L'infrastruttura è gestita da RFI essendo l'intero complesso parte del contesto della stazione di Massa Zona Industriale. Si estende per circa 20 km, è a binario semplice non elettrificato, con un raddoppio di binario presso il raccordo Imerys. I deviatoi presenti nel tracciato sono tutti ad azionamento manuale.
Gran parte dei raccordi è abbandonata o soppressa mentre la maggior parte delle fabbriche o laboratori aventi un raccordo non lo utilizzano più e si servono del trasporto su gomma.
- il tracciato a monte era al 2006 parzialmente attivo in termini di movimenti di manovra giornalieri sull'asta Breda, ma rispetto al traffico di carri da e per le aziende questo era assente da tempo;[18]
- il tracciato dorsale è quello normalmente utilizzato e dove sono presenti i raccordi Imerys e OMYA. Nel periodo di massima attività molte altre aziende avevano un raccordo tra cui la Dalmine e la Farmoplant. Questo era inoltre il vecchio binario indipendente tra Carrara-Avenza e Massa Zona Industriale, utilizzato per gli scambi di materiale tra le due stazioni;
- del tracciato retroportuale è attiva la parte attinente al porto stesso, il binario che costeggiava il torrente Carrione risulta scollegato.

### Percorso

#### Tracciato dorsale
Uno dei punti di origine del tracciato era ubicato in corrispondenza dalla stazione di Avenza, dopo il passaggio a livello e la vecchia cabina ACE, e operativo fino all'inizio degli anni '90. Raggiungeva l'industria OMYA ed entrava nel cuore dell'area industriale, prosegue affiancando diverse industrie, tra cui l'Imerys Minerali che utilizza ancora la ferrovia, e continuando verso Massa Zona Industriale a sinistra o a destra verso il raccordo Dalmine, soppresso ma ancora evidente. Questo termina presso un incrocio sulla via Dorsale, in origine proseguiva all'interno dell'industria omonima.
Venendo da Massa, si incontra un deviatoio che immette a sinistra verso il porto di Carrara. Continuando verso destra si incontra un secondo deviatoio che consentiva l'accesso a varie aziende tra cui l'A.D.A. e la Rumiaca; tuttavia il binario risulta scollegato dal resto dei raccordi e in parte disarmato mentre il deviatoio di immissione, seppur ancora presente, risulta permanentemente bloccato.
Il binario, a valle rispetto alla Genova-Pisa, si allontanava da quest'ultima fino a 400 m con uno sviluppo complessivo di 3 km di cui 2 affiancati alla via Dorsale, raggiunge in alcuni tratti il 14 per mille con un raggio di curvatura minimo di 250 m. Si ricollegava alla stazione di Avenza in corrispondenza della progressiva chilometrica 146+335,20.

#### Tracciato a Marina di Carrara
Il binario affianca varie industrie tra cui le ex Rumiaca, il cui capannone è stato rimosso nell'ottobre del 2017, e Cokapuania poco prima di entrare nello scalo interno della Nuovo Pignone. Al suo interno inizia un raddoppio per permettere ai convogli lo stazionamento. Il binario continua attraversando un passaggio a livello verso le banchine del porto. Precedentemente era presente un deviatoio che permetteva l'accesso al altre aziende poste nei pressi del Carrione; tale tracciato risulta smantellato e disarmato in corrispondenza del deviatoio d'accesso.
Era presente, prima dell'inaugurazione del nuovo raccordo per il porto, un altro binario posto più interno e collegato anche con la ferrovia Marmifera. Questo comprendeva anche un ponte che scavalcava il Carrione.

#### Tracciato a monte
Questo era localizzato a nord dello scalo di Massa, con il binario che scavalcava la Genova-Pisa che prende il nome di asta Breda, dal nome dalla fabbrica omonima posta su di esso. Affiancava per buona parte la strada statale 1 Via Aurelia servendo aziende come la Villar-Perosa e la Breda. L'ultimo impianto che la ferrovia serviva era l'industria Olivetti nei pressi dell'incrocio tra via Catagnina e via degli Oliveti; la linea termina poco prima del suddetto incrocio con un paraurti.
Proprio presso lo scalo di Massa vi sono quattro fabbriche che possedevano un raccordo, non utilizzato e in seguito soppresso.

## Traffico
I raccordi sono attraversati unicamente da treni merci. Le manovre erano gestite dall'Ente Retroportuale, che fa capo alla Porto di Carrara SpA, fino al 2021. L'Autorità Portuale effettuava treni merci da Massa Zona Industriale al porto di Carrara mentre l'Apuo Veneta operava solo servizi di manovra giornalieri sulla tratta a monte di Massa Zona Industriale.
Nella fine del 2020 l'Autorità di Sistema Portuale del Mar Ligure Orientale ha aperto una gara pubblica per l'esecuzione delle manovre nel nodo di La Spezia e sui raccordi della Zona Industriale Apuana, vinta da Gestore Comprensoriale Unico Porto di Carrara, da metà 2021 per i 5 anni successivi. Contestualmente vennero introdotti nuovi mezzi di manovra di nuova concezione quali CZ Loko D.744.1.

## Materiale rotabile
- Locomotiva FS 225.6009: era utilizzata in passato dall'Ente Retroportuale; risulta accantonata da metà anni novanta all'interno dello scalo retroportuale[18];
- Locomotiva FS 245.2101: era utilizzata dalle FS da metà degli anni novanta;
- Tre locomotive Greco/Deutz al 2006 accantonate nel cortile dell'OMYA.
- Locomotiva FS D.146.0001: capostipite del progetto D.146 e giunta sui raccordi nel 2004, costruita dalla Firema come prototipo, rimasta ferma fino a metà 2006 a causa della mancanza di personale abilitato. È l'unità di trazione principale utilizzata sui raccordi;[18]
- Locomotiva DB 202: precedentemente di proprietà della società Apuo Veneta, è normalmente ricoverata presso il Nuovo Pignone;
- CZ Loko D.744.1: utilizzate dalla presa in gestione delle manovre dal Gestore Comprensoriale Unico Porto di Carrara, il proprietario dei mezzi è Mercitalia Shunting & Terminal.